# Dominik Geppert

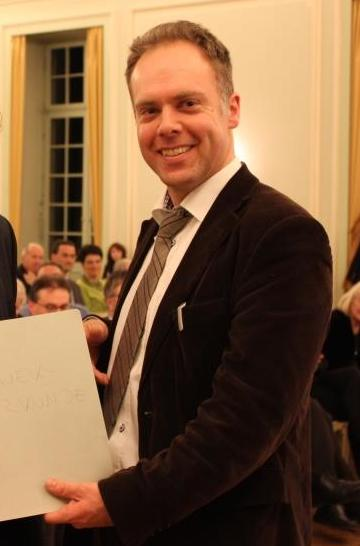
Dominik Geppert bei der Wolf-Erich-Kellner-Preis-Verleihung 2013

Dominik Geppert (* 8. Oktober 1970 in Freiburg im Breisgau) ist ein deutscher Historiker, der nach einem Lehrstuhl an der Universität Bonn (2010–2018) seit 2018 Geschichte des 19. und 20. Jahrhunderts an der Universität Potsdam lehrt.

## Leben
Der Sohn des Berliner Strafrechtsprofessors Klaus Geppert studierte von 1990 bis 1996 Geschichte, Philosophie und Rechtswissenschaft an den Universitäten Freiburg und Berlin. Von 1996 bis 2000 war er wissenschaftlicher Mitarbeiter am Friedrich-Meinecke-Institut der Freien Universität Berlin bei Arnulf Baring (1996–1997) und Hagen Schulze (1997–2000). Dort wurde er im Oktober 2000 mit einer von Arnulf Baring angeregten und von Hagen Schulze betreuten Arbeit über die Entstehung des Thatcherismus in Großbritannien promoviert. Von 2000 bis 2005 war er Wissenschaftlicher Mitarbeiter am Deutschen Historischen Institut London. Im Jahre 2006 habilitierte er sich an der Freien Universität Berlin mit einer bei Hagen Schulze entstandenen Arbeit über Öffentlichkeit und Diplomatie in den deutsch-britischen Beziehungen von 1896 bis 1912.
Ab 2006 lehrte Geppert als Privatdozent an der Freien Universität Berlin. Von 2007 bis 2008 war er Vertretungsprofessor für Eckart Conze an der Universität Marburg. Von 2008 bis 2010 hatte er eine Lehrstuhlvertretung an der Universität Bonn für den erkrankten Klaus Hildebrand inne. 2010 wurde er als Professor für Neuere und Neueste Geschichte an die Universität Bonn berufen. Von 2016 bis 2017 war er Gerda-Henkel-Visiting Professor an der London School of Economics and Political Science. Zum Wintersemester 2018/19 wechselte Geppert an die Universität Potsdam; er hat dort als Nachfolger von Manfred Görtemaker die Professur für Geschichte des 19./20. Jahrhunderts inne.
Geppert ist seit 2015 ordentliches und seit 2018 korrespondierendes Mitglied der Nordrhein-Westfälischen Akademie der Wissenschaften und der Künste, seit 2017 ordentliches Mitglied der Historischen Kommission der Bayerischen Akademie der Wissenschaften, seit 2020 Mitglied der Historischen Kommission zu Berlin (Hiko). Seit 2018 ist er Präsident der Kommission für Geschichte des Parlamentarismus und der politischen Parteien. Er ist gemeinsam mit Eckart Conze, Ewald Grothe, Wolther von Kieseritzky, Anne Christine Nagel, Joachim Scholtyseck und Elke Seefried seit 2017 Herausgeber des Jahrbuchs zur Liberalismus-Forschung, das im Auftrag der Friedrich-Naumann-Stiftung für die Freiheit erscheint. Weiterhin ist er Mitglied im Kuratorium zur Vergabe des Wolf-Erich-Kellner-Preises und seit 2024 Mitherausgeber der Historischen Zeitschrift. Von 2021 bis 2023 gehörte er zudem der Expertenkommission zur Neugestaltung der Frankfurter Paulskirche an.

## Forschungsschwerpunkte
Gepperts Forschungsschwerpunkte sind die internationalen Beziehungen im 19. und 20. Jahrhundert, die Kulturgeschichte des Kalten Krieges, die Presse und Politik in Europa in der Zeit von 1830 bis 1930, die deutsch-deutsche Zeitgeschichte, die Parlamentarismus- und Parteiengeschichte, die Universitäts- und Wissenschaftsgeschichte sowie die Geschichte der deutschen Intellektuellen im 19. und 20. Jahrhundert.

### Politische Ideen- und Intellektuellengeschichte
Ab März 2011 leitete Geppert in Bonn die Edition der Tagebücher von Hans Werner Richter, die 2012 veröffentlicht wurde. Richter war ein 1920 geborener Schriftsteller und Gründer der „Gruppe 47“. „Warum ich kein Tagebuch schreibe“, hatte Richter noch 1965 einen Essay betitelt. Kaum ein Jahr später begann er doch ein Tagebuch. Das erste Heft umfasst auf 383 handschriftlich beschriebenen Seiten die Zeit vom 29. September 1966 bis zum 12. Januar 1971. Das zweite Heft hält auf lediglich 81 Seiten die Zeit zwischen dem 18. Januar 1971 und dem 12. September 1972 fest. Die Tagebuch-Kladden übergab Richter Ende der 1970er Jahre seinem Freund Arnulf Baring. Dieser hatte den Nachlass Richters in seinem Haus aufbewahrt. Bereits 1986/87 wurden Richters Korrespondenz und weitere Papiere der Archiv der Akademie der Künste in Berlin übergeben. Die Tagebuch-Kladden hingegen gerieten in Barings Bücherschrank in Vergessenheit. Die Aufzeichnungen enthalten wenig private Informationen, sind aber als zeitgeschichtliches Dokument von Bedeutung.
Geppert analysiert das Innenleben und den Zerfall der Gruppe 47 anhand des noch nicht ausgewerteten Tagebuchs Hans Werner Richters. Als entscheidend für den Zerfall der Gruppe 47 stellt Geppert nicht den Generationenkonflikt dar, sondern die auseinanderdriftenden Ansichten über die Rolle des Intellektuellen in der Politik. Geppert stellt die These auf, dass bei den Schriftstellern der Gruppe 47 und ihrem Gründer Hans Werner Richter die politische Haltung in der Bundesrepublik von den Erfahrungen vor der „Stunde Null“ geprägt wurde. Damit erklärt er die Befangenheit der „47er“ gegenüber den Schriftstellern der Emigration aber auch die Bedenken vieler Literaten gegenüber dem Parteienstaat.

### Internationale Geschichte
In seiner Dissertation untersucht er die Ursprünge des Thatcherismus in Margaret Thatchers Zeit als Oppositionsführerin im britischen Unterhaus vom Februar 1975 bis zu ihrer Wahl zur Premierministerin im Mai 1979. Dabei zeichnet er die internen Debatten um eine Neuausrichtung der Conservative Party etwa mit Blick auf die Beiträge des Institute of Economic Affairs und Keith Josephs nach. Im Fazit hält er fest, dass erst Thatchers Führungswille, ihr aggressiver Populismus und ihr missionarischer Eifer die Elemente waren, die dem Thatcherismus seine politische Durchschlagskraft verliehen. In einem Essay aus dem Jahr 2003 vergleicht er die gegenwärtige Situation Deutschlands mit derjenigen Großbritanniens bei Amtsantritt Thatchers im Jahre 1979. In beiden Fällen gehe es „um die Erosion vormals erfolgreicher politischer, wirtschaftlicher und gesellschaftlicher Ordnungsmodelle und die Frage, was an ihre Stelle treten könne oder solle“. Die Wende sei mit dem Regierungsantritt Margaret Thatchers gekommen. In den Thatcher-Jahren habe Großbritanniens Wirtschaft und Gesellschaft „Anpassungs- und Erneuerungsfähigkeit“ bewiesen. Ausbleibende Reformen in Deutschlands gegenwärtiger Situation führt er auf die nationalsozialistische Vergangenheit und insbesondere auf die Systemzwänge der spätmodernen nachindustriellen Wirtschaftsordnung zurück. Der Thatcherismus habe den sozialstaatlichen Nachkriegskonsens bezweifelt, weil er nicht mehr finanzierbar erschien. Daraus müsse auch Deutschland lernen. Eine thatcherische Rosskur sei in Deutschland zwingende Konsequenz versäumter Reformen.
Im Rahmen der Debatten um einen cultural turn in der deutschsprachigen Geschichtswissenschaft (siehe Neue Kulturgeschichte) forderte etwa Jörg Requate 1999, die Presse-, Medien-, und Journalismusgeschichte stärker als bisher in die historische Forschung von gesellschaftlichen Entwicklungen einzubeziehen, statt sie weiterhin als isoliertes Teilgebiet zu betrachten. Historiker wie Geppert und Frank Bösch nahmen diese Forderung ernst und brachten mit ihren Arbeiten die Forschung in diesem Bereich voran. In seiner 2007 veröffentlichten Habilitationsschrift untersuchte Geppert das Spannungsverhältnis zwischen Öffentlichkeit und Diplomatie am Beispiel der deutsch-britischen Pressekriege der Jahre 1896–1912. Die unmittelbare Vorgeschichte berücksichtigt er nicht, da die Jahre 1912 bis 1914 in den deutsch-britischen Pressebeziehungen „von ungewöhnlicher Harmonie und Friedfertigkeit geprägt“ waren. Er versteht seine Arbeit als „Beitrag zur kulturgeschichtlichen Erweiterung der Politikgeschichte, weil sie der Frage konkurrierender Realitätsinterpretationen sowie der individuellen und kollektiven Selbst- und Fremdwahrnehmungen der handelnden Personen und sozialen Gruppen besondere Aufmerksamkeit schenkt“. Im Mittelpunkt stehen in seiner Untersuchung „die äußeren wie inneren Bedingungen und Bedingtheiten außenpolitischen Handelns, zu denen auch Medienstrukturen gehören“. Geppert zeigt anhand verschiedener Beispiele die Rolle der Vorkriegspresse als „komplizierende[n] Faktor der Vorkriegsdiplomatie“ auf. Sie habe wesentlich Differenzen verschärft und einen möglichen Interessensausgleich zwischen Deutschland und Großbritannien erschwert.
In der 2013/2014 geführten Debatte über die Frage einer deutschen Schuld am Ausbruch des Ersten Weltkriegs vertraten Geppert, der Militärhistoriker Sönke Neitzel, der Historiker Thomas Weber und die Publizistin Cora Stephan in der Welt vom 4. Januar 2014 in dem Artikel Warum Deutschland nicht alleine schuld ist unter Bezugnahme auf neuere Forschungen wie Christopher Clarks Buch Die Schlafwandler den Standpunkt, dass sich die Thesen Fritz Fischers vom zielstrebigen deutschen „Griff nach der Weltmacht“ als „überspitzt und einseitig“ erwiesen hätten. Vielmehr habe die deutsche Führung „getrieben von Abstiegsängsten und Einkreisungssorgen, das defensive Ziel [verfolgt], jene prekäre Situation einer begrenzten Hegemonie auf dem europäischen Kontinent wieder zu errichten, die das Reich unter Bismarck besessen hatte“.
Geppert veröffentlichte 2013 die Darstellung Ein Europa, das es nicht gibt. Darin kritisierte er die Euro-Rettungsmaßnahmen. Diese drohten „die Errungenschaften von über dreihundert Jahren westlicher Demokratiegeschichte und Rechtsstaatstradition zu untergraben. Sie bringen die Budgethoheit der nationalen Parlamente zum Verschwinden. Und sie gefährden die Prinzipien von no taxation without representation und one man one vote“. Der Euro habe „genau jene Gefahren heraufbeschworen, die man mithilfe der europäischen Einigung hinter sich lassen wollte: Isolation und jene halbe Hegemonie, in der sich das Deutsche Reich zu seinem und Europas Unglück vor 1945 immer wieder befunden hat“. Geppert plädierte im Ergebnis für eine Abkehr der vertieften Integration hin zu einem dezentralen und offenen europäischen Netzwerk, das auf einer begrenzten, aber stabilen Rechtsgrundlage basiert. Im Europa-Wahlkampf 2019 wurde das Buch vom Bonner Ortsverein der Alternative für Deutschland politisch instrumentalisiert und ihren potentiellen Wählern als begleitende Lektüre empfohlen, „[d]amit Sie argumentativ gerüstet sind, um die Positionen der AfD gut vertreten zu können“.

### Deutsch-deutsche Zeitgeschichte
Im Jahr 2002 erschien in der Reihe Geschichte kompakt ein Band Gepperts über die Adenauer-Ära. Darin befasste er sich in sechs systematisch-chronologisch Kapiteln mit der Gründung der Bundesrepublik Deutschland 1949, der Außen- und Deutschlandpolitik der Jahre 1949–1955, der Wirtschafts- und Innenpolitik von 1949 bis 1955, der Entwicklung von Gesellschaft und Kultur während Adenauers Kanzlerschaft, der Außen- und Deutschlandpolitik von 1955 bis 1963 und abschließend der Innen- und Sozialpolitik der Jahre 1955–1963. Geppert sieht Adenauers Verdienst vor allem darin, den „Weststaat“ zügig gefestigt und wesentlichen Anteil daran gehabt zu haben, dass die Institutionen der Bundesrepublik in einer „von Sicherheit, Selbstbestimmung und Prosperität geprägten Atmosphäre [...] Wurzeln schlagen“ konnten, „ohne sogleich den Stürmen politischer oder wirtschaftlicher Krisen ausgesetzt zu sein“. „Reste autoritärer und obrigkeitsstaatlicher Traditionen“ zählt Geppert zu den „Schattenseiten jener Jahre“. Die Darstellung erschien 2022 in vierter Auflage. Im Jahr 2013 wurde er zusammen mit Hans-Peter Schwarz († 2017) Herausgeber der „Rhöndorfer Ausgabe“ der Briefe und Tagebücher Konrad Adenauers. Im Jahr 2019 erschien ein von Holger Löttel bearbeiteter Band mit insgesamt 216 Dokumenten, darunter 187 Briefe, davon 84 Adenauer- und 103 Erhard-Schreiben.
Geppert veröffentlichte 2021 eine knappe Einführung zur Geschichte der Bundesrepublik Deutschland. Die 1970er Jahre beschreibt Geppert in wirtschaftlicher Hinsicht als „Epoche einer allmählichen Normalisierung“. Die Jahre 1999 bis 2008 waren für Geppert geprägt von „einem schleichenden Wandel von Verfassungswirklichkeit, gesellschaftlichem Selbstverständnis und den Rahmenbedingungen politischen Handelns: eine Umgründung in Stufen“. Die Agenda 2010 sei erfolgreich gewesen, da der deutsche Sozialstaat „an veränderte Bedingungen angepasst“ worden sei. Das Buch endet mit der Corona-Krise. Der „reaktive Politikstil“ der Kanzlerin sei nicht darauf ausgerichtet gewesen, „in unübersichtlichen Situationen Kreativität und Führungsstärke zu beweisen“. Als Fazit stellt Geppert fest, dass es bei der Geschichte der Bundesrepublik immer auch um „die Herausbildung einer sich wandelnden staatlichen und gesellschaftlichen Identität, die in der Lage ist, Leitideen zu verkörpern“ geht.

### Universitäts- und Wissenschaftsgeschichte
Mit Norbert Schloßmacher gab er 2016 einen Sammelband zum Ersten Weltkrieg in Bonn heraus. Die 18 Beiträge verdeutlichen, dass Bonn während der Kriegsjahre keine Sonderrolle einnahm. Geppert zeigt mit seinem Beitrag in dem Sammelband auf, wie die Bonner Professoren sich politisch engagierten. Im Jahr 2018 war Geppert (Bd. 1–2) mit dem Bonner Universitätsarchivar Thomas Becker und dem Bonner Historiker Philip Rosin (Bd. 3–4) einer der Herausgeber der auf vier Bände angelegten Geschichte der Universität Bonn. Die Herausgeber widmeten damit gemeinsam mit über 70 weiteren Autoren der Bonner Universität anlässlich der 200. Wiederkehr ihres Gründungsjahres eine umfassende Festgabe. Insgesamt kamen dadurch zwanzig Beiträge auf 2.638 Druckseiten in vier Bänden zusammen.

## Schriften
Monographien
- Thatchers konservative Revolution. Der Richtungswandel der britischen Tories 1975–1979 (= Veröffentlichungen des Deutschen Historischen Instituts London. Band 53). Oldenbourg, München 2002, ISBN 3-486-56661-X (Zugleich: Berlin, Freie Universität, Dissertation, 2000).
- Pressekriege. Öffentlichkeit und Diplomatie in den deutsch-britischen Beziehungen (1896–1912) (= Veröffentlichungen des Deutschen Historischen Instituts London. Band 64). Oldenbourg, München 2007, ISBN 978-3-486-58402-8 (Zugleich: Berlin, Freie Universität, Habilitationsschrift, 2005–2006).
- Die Ära Adenauer. 4., vollständig überarbeitete und aktualisierte Auflage. Wissenschaftliche Buchgesellschaft, Darmstadt 2022, ISBN 978-3-534-27365-2.
- Ein Europa, das es nicht gibt. Die fatale Sprengkraft des Euro. Mit einem Vorwort von Udo di Fabio. Europa Verlag, Berlin 2013, ISBN 978-3-944305-18-9.
- Maggie Thatchers Rosskur – Ein Rezept für Deutschland? Siedler, Berlin 2003, ISBN 3-88680-799-1.
- Geschichte der Bundesrepublik Deutschland (= Beck'sche Reihe. Band 2929). Beck, München 2021, ISBN 978-3-406-77342-6.

Herausgeberschaften
- mit Jens Hacke: Streit um den Staat. Intellektuelle Debatten in der Bundesrepublik 1960–1980. Vandenhoeck & Ruprecht, Göttingen 2008, ISBN 978-3-525-36758-2.
- mit Frank Lorenz Müller: Sites of imperial memory. Commemorating colonial rule in the nineteenth and twentieth centuries. Manchester University Press, Manchester 2015, ISBN 978-0-7190-9081-3.
- mit Thomas Becker, Philip Rosin: Geschichte der Universität Bonn. 4 Bde. V & R unipress, Göttingen 2018, ISBN 978-3-8471-0889-4.
- mit Hans Jörg Hennecke: Interessen, Werte, Verantwortung: Deutsche Außenpolitik zwischen Nationalstaat, Europa und dem Westen. Schöningh, Paderborn 2019, ISBN 978-3-506-70164-0.
- mit Peter Geiss, Julia Reuschenbach: Eine Werteordnung für die Welt? Universalismus in Geschichte und Gegenwart. Nomos Verlagsgesellschaft, Baden-Baden 2019, ISBN 978-3-8487-5378-9.
- mit Thomas Becker und Helmut Rönz: Das Rheinland auf dem Weg nach Preußen 1815–1822. Böhlau, Wien 2019, ISBN 978-3-412-50912-5.
- mit Andreas Biefang, Marie-Luise Recker und Andreas Wirsching: Parlamentarismus in Deutschland von 1815 bis zur Gegenwart, Historische Perspektiven auf die repräsentative Demokratie. Düsseldorf 2022, ISBN 978-3-7700-5355-1.
- mit Gertrude Cepl-Kaufmann, Jasmin Grande und Benedikt Wintgens: Ende der Bonner Republik? Der Berlin-Beschluss 1991 und sein Kontext (= Beiträge zur Geschichte des Parlamentarismus und der politischen Parteien. Band 189 = Beiträge zur Geschichte des Parlamentarismus und der politischen Parteien. Parlament und Öffentlichkeit. Band 10). Droste-Verlag, Düsseldorf 2024, ISBN 978-3-7700-5361-2.

Edition
- Hans Werner Richter. Mittendrin. Die Tagebücher 1966–1972. Herausgegeben von Dominik Geppert in Zusammenarbeit mit Nina Schnutz. Mit einem Vorwort von Hans Dieter Zimmermann und einem Nachwort von Dominik Geppert. Beck, München 2012, ISBN 978-3-406-63842-8.